# Метаморфогенні родовища
Метаморфогенні родовища (рос. метаморфогенные месторождения, англ. metamorphogenic deposits; нім. metamorphogene Lagerstätten f pl) — родовища корисних копалин, що утворилися в процесі метаморфізму гірських порід в умовах високого тиску і температур і розташовані серед метаморфічних комплексів.
Розділяються на дві групи:
- метаморфізовані родовища
- метаморфічні родовища.

Крім того виділяють ранньомагматичні родовища.